# Zanzarah : La Légende des deux mondes
Zanzarah : La Légende des deux mondes (Zanzarah: Das verborgene Portal) est un jeu vidéo de rôle développé par Funatics Development, sorti en 2002 sur Windows.

## Accueil
- Jeux vidéo Magazine : 17/20[1]